# DocumentsToGo
DocumentsToGo ist ein Office-Paket für Palm OS, Blackberry OS, Symbian, Windows Mobile, Android und iOS. Ab der Version 3 wird es bei den vielen Palm-PDAs mitgeliefert, üblicherweise muss das Programm nachträglich gekauft werden. Ein Feature ist die Kompatibilität zu nativen Dateien, d. h. dass Dokumente im Originalformat (Microsoft Word, Microsoft Excel und Microsoft PowerPoint) geöffnet und bearbeitet werden können (ab Version 6), ODF wird jedoch nicht unterstützt. Ab Version 8 werden auch native PDF-Dateien unterstützt.

## Ausgaben
- Standard Edition: WordToGo, SheetToGo
- Professional Edition: Standard Edition plus SlideshowToGo
- Premium Edition: Professional Edition plus PDF-Funktion, Rechtschreibprüfung, kennwortgeschützte Dateien, Diagrammfunktion, Bilder und Outlook-E-Mail-Synchronisation (InboxToGo)
- Total Office: Premium Edition plus Outlook-Organizerfunktionalität (BeyondContacts) und Datenbankprogramm (SmartlistToGo)

## Komponenten
- WordToGo: Textverarbeitungskomponente, mit der Dokumente neu erstellt und bearbeitet werden können. Es werden einige Formatierungsfunktionen unterstützt.
- SheetToGo: Der Tabellenkalkulationsteil kann auch Formeln berechnen.
- SlideshowToGo: Das Pendant zu Microsoft PowerPoint kann im Gegensatz zu den anderen Programmteilen keine neuen Dateien erstellen, sondern nur bestehende Präsentationen anzeigen. (ab Professional Edition)
- PDFToGo: Anzeige von nativen PDF-Dateien. Neben der Volllayout-Darstellung kann der Text auch an die Bildschirmbreite angepasst gelesen werden, damit horizontales Scrollen nicht mehr nötig ist. (ab Premium Edition)
- InboxToGo: Synchronisation mit dem Outlook-E-Mail-Eingang mit Anhängen. (ab Premium Edition)
- BeyondContacts: Organizerkomponente, die im Gegensatz zu den Standard-Programmen des PalmOS ähnlich wie Outlook aufgebaut ist und eine gewohnte Umgebung vermitteln soll. (ab Total Office Edition oder als eigenes Programmpaket)
- SmartlistToGo: Datenbankanwendung die mit Microsoft Access abgeglichen werden kann. (ab Total Office Edition oder als eigenes Programmpaket)